# 금파초등학교
금파초등학교는 대한민국 경기도 김포시에 있는 공립 초등학교이다.

## 학교 연혁
- 1999.01.15 금파초등학교 설립 인가
- 1999.03.01 개교, 6학급 편성
- 1999.03.01 윤태홍 초대교장 부임
- 1999.05.06 개교기념식
- 1999.12.01 과학실, 시청각실 준공
- 2004.03.01 도지정 지역사회 시범학교 운영
- 2007.06.01 학교교육과정 정책 연구학교 운영
- 2009.03.01 제4대 박귀옥 교장 부임
- 2009.03.01 교과부지정 교원능력 개발평가 선도학교 운영
- 2009.03.25 어학실 준공
- 2010.11.24 한울터 체육관 준공
- 2012.02.14 제13회 졸업식
- 2012.03.01 38학급 편성, 유치원 1학급
- 2013.02.15 제14회 졸업식
- 2013.03.04 38학급 편성, 유치원 1학급
- 2013.03.04 제5대 김계화 교장 부임
- 2014.02.18 제15회 졸업식
- 2014.03.03 37학급 편성, 유치원 1학급
- 2015.02.13 제16회 졸업식
- 2015.03.02 36학급 편성, 유치원 1학급

## 참고 자료
- 금파초등학교 - 한국교육학술정보원 학교알리미